# Black Manta
Black Manta è un personaggio immaginario, un super criminale che compare nei fumetti pubblicati dalla DC Comics, primariamente come arcinemico di Aquaman. Il personaggio debuttò in Aquaman vol. 1 n. 35 (settembre/ottobre 1967).

## Biografia del personaggio
(Black Manta rivolto ad Aquaman nel film Aquaman)
Per la maggior parte della sua storia di pubblicazione, Black Manta non ha una storia definitiva delle sue origini. La prima risale al n. 6 della serie Aquaman del 1993. In questa origine, il ragazzo che divenne Black Manta crebbe a Baltimora, nel Maryland, e amava giocare in riva al mare. Da ragazzo fu rapito e sottoposto ad abusi sessuali su una nave per un periodo non specificato. Ad un certo punto vide Aquaman nuotare con un paio di squali e tentò di inviare un segnale per farsi aiutare, ma non ebbe successo. Infine, fu costretto a difendersi uccidendo uno dei suoi torturatori con un coltello. Odiando il mare senza emozioni (ed Aquaman, che lui vedeva come un suo rappresentante), il ragazzo fu determinato a diventarne il padrone.
Una seconda origine fu elaborata nel n. 8 della serie Aquaman del 2008. In questa storia, il giovane che diventerà Black Manta era un orfano che soffriva di disturbo bipolare che fu internato nel Manicomio Arkham di Gotham City. Si sentiva confortato dal congelamento dell'acqua, mentre le lenzuola di cotone erano atrocemente ruvide. Dato che gli assistenti del Manicomio non sapevano come comportarsi di fronte al suo forte disturbo bipolare, lo costringevano a letto, mentre lui si dimenava e urlava quando lo internavano nella sua camera. Il ragazzo rimase anche affascinato quando vide Aquaman in televisione.
Questo ragazzo finì per essere sottoposto ad una serie di trattamenti sperimentali. Uno di questi sembrò risanare la sua mente, ma in cambio lo rese estremamente violento; uccise gli scienziati che lo sottoposero al trattamento ed evase da Arkham. Scappato da Arkham senza un soldo, cominciò a rubare per strada. Un giorno rubò dei soldi ad un lottatore di strada, arrabbiato il combattente fermò il ragazzo ma quest'ultimo lo uccise. Affascinato dalle capacità e dalla pazzia del ragazzo, il "manager" del combattente decise di prendere con sé il ragazzo per addestrarlo e renderlo un suo personale combattente.
Durante gli anni di prigionia fatti di addestramento e combattimento, David sempre più assetato di sangue, uccise il suo "padrone " e il suo maestro e scappò.
Affascinato dalla tecnologia e dalla scienza, David dalla mente malata ma geniale, riuscì a farsi ammettere in una scuola prestigiosa di robotica.
Da adulto, l'uomo che divenne Black Manta disegnò un costume (originariamente una tuta nera con un elmo provvisto di occhi da insetto che lanciavano raggi dagli occhi) ed un sommergibile high-tech ispirato alle razze. Adottando il nome di Black Manta (Manta Nera), lui e la sua armata mascherata divennero una forza con cui fare i conti, ingaggiando almeno una battaglia mai testimoniata con Aquaman precedente alla sua prima comparsa come rivale di Ocean Master (e prima di unirsi alla Lega dell'ingiustizia nella retcon degli eventi della terza settimana della Silver Age).
Black Manta ed Aquaman si batterono ripetutamente per tutti gli anni a venire; durante la maggior parte di queste comparse, gli obiettivi principali di Manta, talvolta assoldato da organizzazioni criminali come la O.G.R.E., erano quelli di distruggere Aquaman e di ottenere il potere per sé, conquistando Atlantide. Alla fine, Manta uccise Arthur Curry Jr., il figlio di Aquaman, cosa che lasciò l'eroe con la voglia di vendicarsi.
Black Manta causò un disturbo in Sub Diego in cui Capitan Marley fu gravemente ferito. Aquaman convocò numerosi predatori marini perché attaccassero Black Manta e lo uccidessero. Si scoprì infine che sopravvisse dopo aver generato una scarica elettrica con il suo costume.
Un anno dopo cercò di impadronirsi di Sub Diego, ma fu costretto a combattere contro King Shark, sfregiato sul viso dal mostro, Black Manta in un momento di follia dopo aver sconfitto il mostro, appiccò un enorme incendio nella città ma fu fermato dall'arrivo di Flash e Batman.
Black Manta venne assoldato da Amanda Waller come membro della Suicide Squad, diventandone il leader.
Black Manta è il padre del secondo Aqualad: Kaldur'ahm, spalla di Aquaman. Quando scoprì che il figlio era passato al nemico, Black Manta, accecato dall'odio verso il rivale tanto odiato, cercò di uccidere la moglie di Aquaman, Mera.
Fu grazie all'intervento di Shazam che Mera riuscì a salvarsi.
Successivamente lo si vedrà assieme a Vandal Savage e a Ra's al Ghul discutere per una futura alleanza
Lo si può vedere anche tra i ranghi della Società segreta dei supercriminali di Libra.

## Poteri e abilità
Black Manta è un genio dotato di un quoziente intellettivo elevatissimo tanto da essere considerato una delle persone più intelligenti della Terra.
Laureatosi in fisica all'Università di Oxford, oltre che come scienziato Black Manta dispone di profonde conoscenze nel campo dell'alchimia e una discreta esperienza dell'ingegneria meccanica.
Il costume ad armatura di Black Manta è una potente armatura esoscheletrica che gli conferisce forza e velocità sovrumane, una resistenza allo strenuo dell'invulnerabilità e la capacità di volare ed è stato progettato specificatamente per renderlo adatto all'ambiente oceanico. È completamente immune a proiettili, armi da taglio e esplosioni. Gli permette di completare la resistenza al freddo estremo e alla pressione delle condizioni del mare profondo e, oltre ad un certo grado di resistenza super umana e forza (permettendogli di arrivare a sollevare fino a 5 tonnellate), ci sono anche l'abilità di respirare normalmente sott'acqua (se questa abilità gli viene da una provvista di ossigeno o dalla conseguenza dell'esperimento a cui fu sottoposto non è chiaro), un congegno di interferenza telepatica (utilizzato temporaneamente per privare Aquaman della sua telepatia acquatica), ed una vasta gamma di armi. Tali armi includono lame, raggi elettrici uscenti dai polsini, siluri miniaturizzati, raggi d'energia dal suo elmetto, generatore di raggi ultra-freon capace di manipolare i campi magnetici, l'emettitore di esplosioni soniche, un proiettore di ologrammi, varie tipologie di missili, piccoli cannoni repulsori e mitragliatrici.
Grazie agli addestramenti estremamente duri compiuti sin da bambino, Black Manta è eccezionale nelle arti marziali e nel combattimento corpo a corpo.
Black Manta utilizzò spesso dei veicoli unici, come dei sottomarini modificati per somigliare a delle razze.
Ad un certo punto, Black Manta fu trasformato da Neron in un ibrido per metà manta. In questa forma, era un tutt'uno con l'acqua e poteva raggiungere profondità elevate e sopravvivere. Questo processo fu invertito da Aquaman.

## Altre versioni e comparse degne di nota
- Black Manta comparve nel n. 26 della serie a fumetti basata sulla serie televisiva Justice League Unlimited. Fu aiutato da Felix Faust nel tentativo di conquista di Atlantide. A causa della comparsa di Felix Faust, questo numero fu fuori dalla continuità corrente.
- Black Manta comparve come uno dei criminali principali della miniserie del 2005/2006 Justice di Alex Ross e Jim Krueger.
- In Jurassic League, miniserie ambientata in un universo alternativo preistorico abitato da animali preistorici antropomorfi Black Manta, con il nome di Black Mantasaurus appare con le sembianze di una gigantesca manta preistorica antropomorfa.

## Altri media

### Televisione
- Black Manta comparve come criminale regolare nel cartone animato centrato su Aquaman dal titolo The Superman/Aquaman Hour of Adventures.
- Black Manta comparve anche in The All-New Super Friends Hour, dove fu nominato solo "Manta" e il suo costume era di colore marrone oliva.
- Black Manta divenne parte anche della Legion of Doom in Challenge of the Super Friends.
- DC Animated Universe:
  - Black Manta originariamente doveva comparire nella prima parte dell'episodio Il nemico degli abissi (The Enemy Below) della serie animata Justice League come sicario assoldato da Orm per uccidere Aquaman. Nella versione finale dell'episodio Manta fu poi sostituito da Deadshot, ritenuto più adatto per il ruolo.
  - In Justice League Unlimited, un personaggio di nome Devil Ray, debuttò come membro della Società Segreta (basata sulla Legion of Doom). Devil Ray è fortemente basato su Black Manta, a partire dall'elmetto fino al costume che gli permette di respirare sott'acqua e di sopportare la pressione delle acque profonde. Si equipaggiò anche di razzi a propulsione che gli permettevano di volare e di navigare sott'acqua, e di due pistole montate sui polsi. Le pistole sui suoi polsini gli permettevano di lanciare dei laser verso i suoi obiettivi, e ebbe anche una gamma di pungiglioni a forma di tridente velenosi o esplosivi. Il costume da lui indossato somigliava fortemente a quello indossato dalla versione di Black Manta del cartone degli anni sessanta. Devil ray comparve in un ruolo maggiore negli episodi "To Another Shore" e "Dead Reckoning" (quest'ultimo lo vide uccidere accidentalmente un Batman posseduto da Deadman). Secondo lo scrittore Dwayne McDuffie, la ragione dietro il cambio del nome avvenne a causa del fatto che i diritti sul personaggio di Aquaman non erano disponibili all'epoca, anche se poterono utilizzarli per il pilota della serie televisiva Aquaman. All'interno del fumetto principale, in Aquaman: Sword of Atlantis n. 52, il nuovo Aquaman, (Arthur Joseph Curry) si chiese se il nome Black Manta fosse il nome di un personaggio dei cartoni animati, ma fu corretto dalla frase "...ma non si chiamava Devil Ray?", presunto riferimento al personaggio di Justice League Unlimited.
- Black Manta comparve nella serie animata Batman: The Brave and the Bold in cui fece la sua prima apparizione nell'episodio "Attacco sottomarino". Questa versione lo vide come un assassino sociopatico, assoldato da Orm per assassinare Aquaman. Quando Orm riuscì a catturare Aquaman e a diventare Ocean Master, Black Manta lo tradì e lo imprigionò. Il suo piano era di utilizzare una macchina per distruggere e saccheggiare Atlantide, ma fu fermato da Aquaman, Ocean Master e naturalmente da Batman. Fu arrestato e spedito ad Iron Heights. Comparve nuovamente nell'episodio "Arrivano gli Outsider!" dove nel tentativo di rubare una macchina corazzata fu sconfitto da Batman e B'wana Beast. Nell'episodio "Il mondo parallelo", si scoprì che Black Manta aveva una controparte eroica in un universo parallelo, che in qualche modo somigliava ad Aquaman. Black Manta comparve di nuovo in "Game over, gufo nero", dove si alleò con Owlman ed un gruppo di super criminali per uccidere i propri rispettivi nemici, ma furono tutti fermati dai Batman di diverse Terre alternative. Black Manta fece un breve cameo nell'episodio "La notte di Huntress", dove fu visto tra i suoi colleghi nel Penitenziario di Blackgate. In "L'incantesimo di Music Meister", Black Manta, al fianco di Gorilla Grodd e al Re degli Orologi furono controllati mentalmente da Music Miester. Si scoprì anche che, quando si trovava ad Iron Heights, fu messo in una gigantesca vasca per i pesci.
- Black Manta comparve anche nella serie animata Young Justice. In questa versione del personaggio è inizialmente un agente della Luce nelle prime due stagioni. Dopo essere stato sconfitto da suo figlio Kaldur'ahm, Black Manta si unisce alla Squadra Suicida nella terza stagione.
- Il personaggio comparve nelle altre serie animate Teen Titans Go! e Harley Quinn.

### Cinema

#### DC Extended Universe
David Kane, alias Black Manta, appare all'interno del DC Extended Universe (DCEU), in cui è interpretato da Yahya Abdul-Mateen II (l'attore che, in futuro, interpreta Calvin "Cal" Abar, alias il Dottor Manhattan, nella miniserie televisiva Watchmen, e Wonder Man nell'omonima miniserie televisiva del Marvel Cinematic Universe).
- Il personaggio appare per la prima volta come antagonista secondario nel film Aquaman (2018).
- Black Manta riappare come antagonista principale nel quindicesimo e ultimo film del DCEU Aquaman e il regno perduto (2023).

#### Film d'animazione
- Black Manta ebbe un cameo nel film animato Justice League: The New Frontier. Lo si vede durante il discorso finale di John F. Kennedy.
- Il personaggio comparve nel film animato Superman/Batman: Nemici pubblici, dove è uno dei tanti criminali che cercano di ricavare il miliardo di dollari offerto dal malvagio presidente Lex Luthor per la cattura di Batman e Superman.
- Black Manta comparve nei film d'animazione del DC Animated Movie Universe (Justice League: Il trono di Atlantide e Suicide Squad - Un inferno da scontare).

### Videogiochi
- Black Manta è l'antagonista principale e personaggio sbloccabile nel videogioco Aquaman: Battle for Atlantis per Xbox e GameCube.
- Black Manta è disponibile come contenuto scaricabile nel pacchetto Combattenti 2 in Injustice 2.
- La skin di Black Manta è disponibile nel videogioco Fortnite.